# Zimowiska
Zimowiska (kaszb. Zëmòwiska, niem. Wintershagen) – wieś w Polsce położona w województwie pomorskim, w powiecie słupskim, w gminie Ustka. 
Wieś jest siedzibą sołectwa Zimowiska.
W latach 1975–1998 miejscowość administracyjnie należała do województwa słupskiego. Obecnie w województwie pomorskim.

## Nazwa
Nazwa jest częściową kalką nazwy niemieckiej Wintershagen, opartą na pierwszym członie Winter, rozumianym jako „zima” (w rzeczywistości nazwa osobowa), z adideacją do nazwy pospolitej zimowisko „miejsce, gdzie spędza się zimę”. Nazwa niemiecka odnosiła się zarówno do Zimowisk, jak i do sąsiedniego Grabna
Rada Języka Kaszubskiego proponuje kaszubską formę nazwy Zëmòwiska.

## Historia
Pierwsza wzmianka o Zimowiskach pochodzi roku 1356 - wtedy to biskup kamieński Jan poświęcił tu kościół.
W Zimowiskach znajduje się murowany XVI w. kościół filialny parafii Najświętszego Zbawiciela w Ustce pw. św. Mikołaja (zabytek nr rej. A-321 z 8.05.1961).
We wsi dwór obronny z XV wieku znacznie przebudowany w XIX w. otoczony fosą.

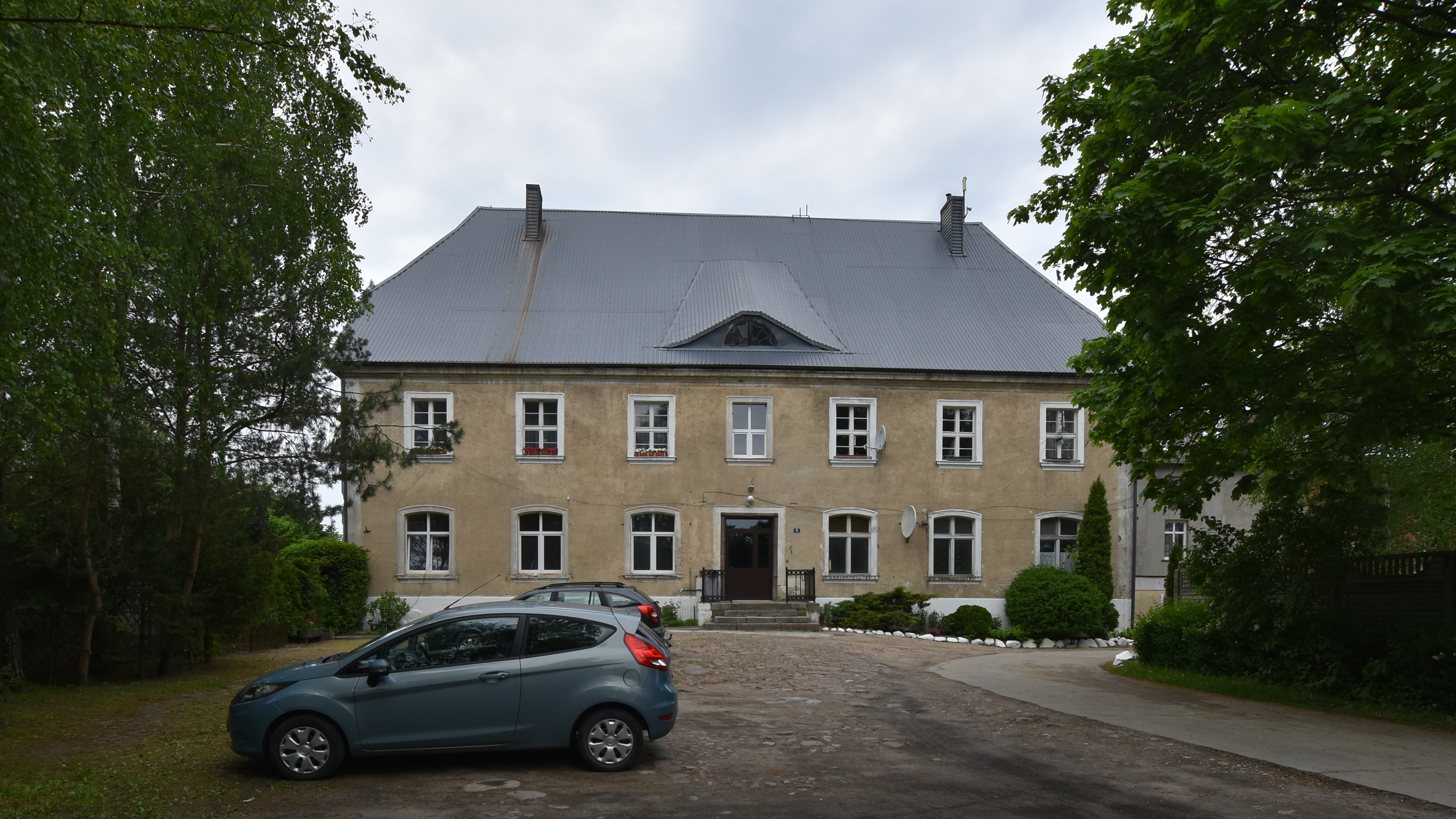
Dwór